# Melania Dalla Costa

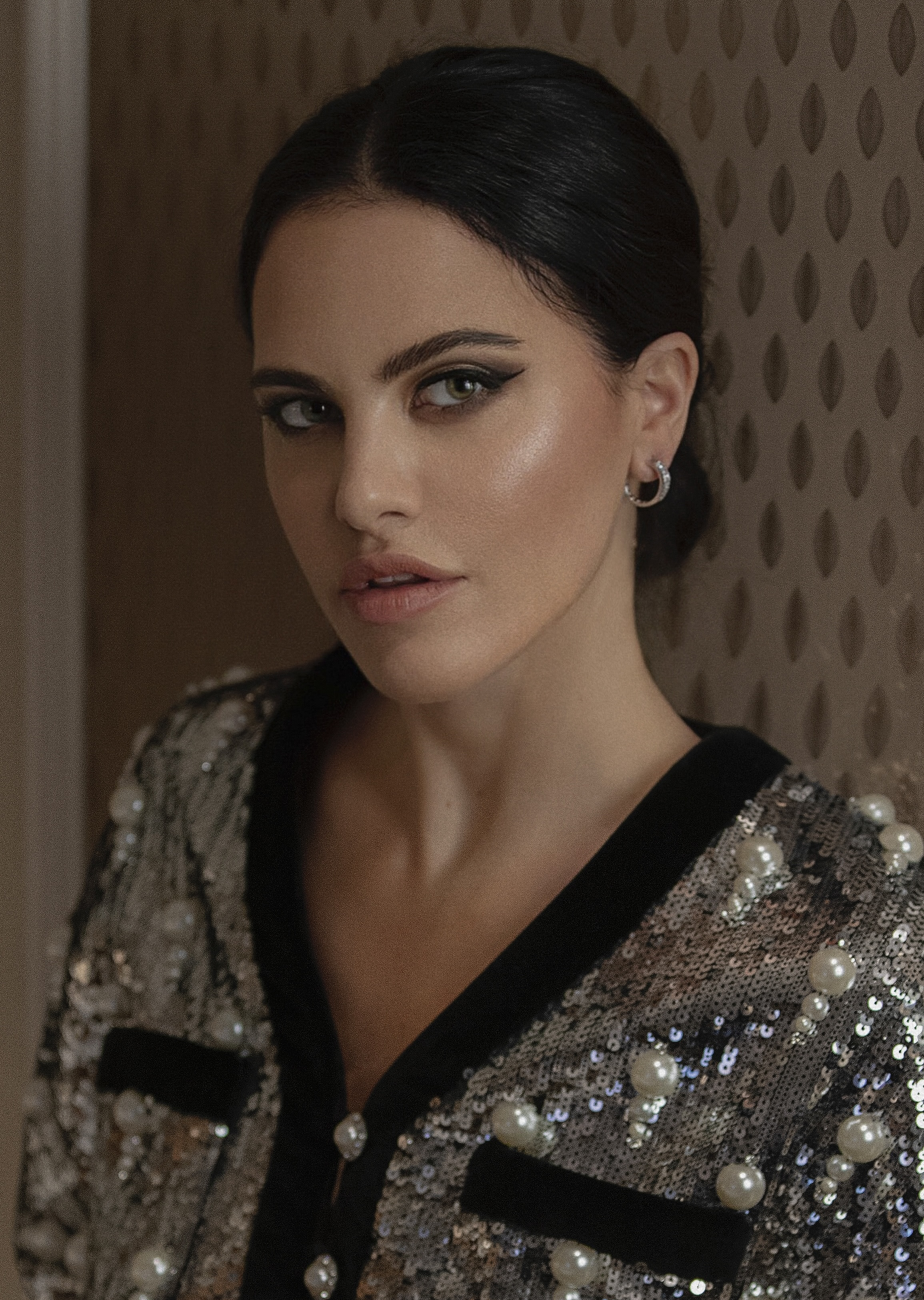
Melania Dalla Costa (2023)

Melania Dalla Costa (Marostica, 25 febbraio 1988) è un'attrice, sceneggiatrice, produttrice cinematografica e attivista italiana naturalizzata francese.

## Biografia
Melania Dalla Costa nasce a Marostica, provincia di Vicenza, il 25 febbraio 1988.
Ex atleta, ha praticato per dieci anni lo sci di fondo a livello agonistico.
È stata il produttore creativo di Magic Fair, worldwide sales e production company, basata in America, Italia e Francia.
Inizia la sua formazione artistica nel 2011 presso l'Elf Teatro, diretto da Raul Manso e poi nel 2012 continua a studiare recitazione presso il teatro Spazio Gedeone, diretto da Paolo Olgiati. Nel 2013 presso il Centro Teatro Attivo, studia recitazione e dizione sotto la direzione di Nicoletta Ramorino per poi continuare i suoi studi nel 2014 prima presso il Conservatorio Teatrale Diotaiuti, diretto da Giovanni Battista Diotaiuti, e poi con Ivana Chubbuck, dal 2015 al 2018, Bernard Hiller e Michael Margotta. 
Tra il 2018 e il 2019, Melania Dalla Costa, che in quell'occasione la stampa definisce "la musa di Giovanni Gastel" è l'unico soggetto della mostra "Cattura" esposta a Milano in via Della Spiga, del fotografo italiano. Sempre nel 2019 è testimonial della campagna contro la violenza sulle donne dell'Unicri delle Nazioni Unite. 
Nel 2020 fa parte del cast di “Dream Ladies” insieme a Lily Collins, Fan Bingbing, Alice Braga, Eniko Mihalik, Leomie Anderson e Róisín Murphy.
Nel 2021 compare sulla copertina di Harper's Bazaar Serbia di gennaio  e su quelle di Glamour Messico e America Latina di aprile. Lo stesso anno viene scelta come testimonial per la competizione automobilistica Mille Miglia.
Nel 2022 appare sulla cover di luglio di Harper's Bazaar Bulgaria. A dicembre dello stesso anno viene scelta da Maserati come volto della campagna pubblicitaria (per il modello Grecale Modena) distribuita da Condé Nast International sulle riviste British Vogue, Vogue America, Vogue Singapore, Vogue Philippines, Vogue Korea, British GQ, GQ America, GQ Italy, GQ Germany, GQ China, GQ Taiwan, GQ Japan.
L'attrice è la madrina del Carnevale di Venezia 2023  e da gennaio 2023, dopo una collaborazione iniziata dal 2018 con Bvlgari entra ufficialmente a far parte della Bvlgari Family. Dal 2024 collabora con la Maison Christian Dior (azienda).
Il 25 gennaio 2025 viene invitata dal fashion designer Sabyasachi Mukherjee a Mumbai per partecipare allo show per celebrare i 25 anni di carriera di Sabyasachi. Per l’occasione viene intervista dal quotidiano The Times of India.

### Attrice
Dopo aver recitato in serie televisive e film, la svolta arriva nel 2014, quando recita nella fiction Un posto al sole nel ruolo di Francesca.
L'anno dopo recita nel fashion film diretto da Silvia Morani, il cortometraggio Only When I'm Alone I Find Myself and I Often Check If I'm Lost indossando la collezione primavera/estate 2015 di Antonio Marras.
Dal 2016 al 2020 recita sia per cinema che per la televisione (Immaturi di Rolando Ravello).
Protagonista, insieme a Francesca Inaudi, del film Stato di ebbrezza uscito al cinema il 24 maggio 2018 e presentato al Festival di Cannes, interpreta il ruolo della tormentata Beatrice, tossicodipendente e suicida, che vive come un fantasma all'interno della clinica psichiatrica.

### Sceneggiatrice
Esordisce come sceneggiatrice nel 2018 con il film I sogni sospesi, racconto del passato traumatico vissuto da una donna vittima di abuso sessuale da parte del partner. Negli anni successivi, Dalla Costa è la sceneggiatrice anche di altre opere come Thebes, La Lupa, Medusa, The Golden Blood, The Northern Star, Bonecrackers e The Magnificent Rebels of Venice.

## Attivismo
Oltre alla beneficenza in Italia ed in altri Paesi, nel 2018 scrive, produce ed è l’interprete principale del film I sogni sospesi contro la violenza sulle donne, presentato alla Mostra internazionale d'arte cinematografica di Venezia. 
Attivista per i diritti delle donne, è stata testimonial, nel 2019, della campagna contro la violenza sulle donne delle Nazioni Unite, tenutasi in occasione del 25 novembre, la Giornata internazionale per l'eliminazione della violenza contro le donne.
Nel 2021 la rivista Marie Claire in edizione spagnola la sceglie - insieme ad Eva Longoria, Alicia Keys, Isabeli Fontana e altre - per il progetto Mujeres Empoderadas, racconto di storie di donne rilevanti nella giustizia, nei diritti umani e nell'uguaglianza.
In occasione della Giornata internazionale della donna dell'8 marzo 2023 prende parte insieme all’attivista Nasibe Shamsaei, che coinvolge nel progetto per darle una voce dato che la voce di Nasibe Shamsaei non è libera, alla realizzazione dell'opera ideata dall’artista Liu Bolin, che grazie a Melania Dalla Costa si concretizza.

## Filmografia

### Attrice

#### Cinema
- Secondo tempo, regia di Fabio Bastianello (2010)
- Only When I'm Alone I Find Myself and I Often Check If I'm Lost, regia di Silvia Morani (2015)
- Cotton Prince, regia di Hasan Tolga Pulat (2016)
- Stato di ebbrezza, regia di Luca Biglione (2017)
- Three, regia di Alberto Bambini (2017), Miglior horror a Los Angeles Film Awards 2020[28][29]
- I sogni sospesi, regia di Manuela Tempesta (2018)
- Chanel Beauty, regia di Francesco Montefusco (2019)
- Gli ultimi resti, regia di Irene Cacciarini (2020)
- La seconda via, regia di Alessandro Garilli (2022)

#### Televisione
- Radio Sex, regia di Alessandro Baracco (2007)
- Natale, regia di Maccio Capatonda (2008)[30]
- Babbala (ep. 5), regia di Maccio Capatonda (2012)[31]
- Un posto al sole, regia di vari (2014/2015)[32]
- Immaturi, regia di Rolando Ravello (2016)

### Sceneggiatrice
- I sogni sospesi (2018)
- The magnificent rebels of Venice (2021)
- Bonecrackers (2021)
- The Northern Star (2021)
- The Golden Blood (2021)
- Medusa (2021)
- La Lupa (2021)
- Thebes (2021)

## Pubblicità
• Christian Dior (azienda) (2024/2025)
• Bulgari (2023)
• Maserati Campagna Globale (2022/2023)
• Chanel (2019)

## Riconoscimenti
- Montecatini Filmvideo
  - 2019 – Migliore produzione
- REFF
  - 2019 – Golden Wolf- Migliore attrice
- New York Film Award
  - 2020 – Migliore attrice
  - 2021 – Candidatura alla migliore attrice per I sogni sospesi
- Festival del cinema di Venezia
  - 2020 – Younger's in movie vincitrice
- Hollywood Gold Awards
  - 2021 – Candidatura alla migliore attrice per I sogni sospesi
- Vegas Movie Awards
  - 2021 – Migliore attrice per I Sogni Sospesi
- Indie Short Fest
  - 2021 – Candidatura alla migliore attrice per I sogni sospesi
- Independent Shorts Awards
  - 2021 – Migliore attrice per I Sogni Sospesi
- 25° Magna Grecia Awards 
  - 2022 – attrice